# Ajoite
La ajoite è un minerale (K,Na)Cu7AlSi9O24(OH)6·3H2O